# Jean-Jacques Mulot
Pour les articles homonymes, voir Mulot (homonymie).
Jean-Jacques Mulot, né le 21 septembre 1948 à Pontoise, est un rameur d'aviron français.

## Biographie
Il est éliminé au premier tour de l'épreuve de huit aux Jeux olympiques d'été de 1972 et neuvième de l'épreuve de quatre avec barreur aux Jeux olympiques d'été de 1976.
Il a été double champion du monde militaire en 1972 à Sabaudia (Italie) en deux sans barreur et en huit. 
Il est aussi plusieurs fois champion de France.
Il est le président de la Fédération française d'aviron entre 2003 et 2020 (réélu en 2016), il a été membre du Conseil d'Administration du Comité national olympique et sportif français (CNOSF) de 2005 à 2017 et trésorier du CNOSF de 2009 à 2015 . Il a aussi été membre du comité directeur de la Fédération française d'aviron de 1977 à 1981, président de la Société Nautique de l'Oise de 1978 à 1982, trésorier de la Fédération française d'aviron de 1989 à 2001 et secrétaire général de la Fédération de 2001 à 2003. Mulot ne souhaitant pas briguer un nouveau mandat après dix-sept années de gouvernance, c'est son ancien coéquipier et rameur international Christian Vandenberghe, qui lui succède à la présidence de la FF Aviron le 5 décembre 2020.
Il est trésorier du Comité Paralympique et Sportif Français (CPSF) depuis 2017. 
Diplômé de l'École centrale de Paris (promotion 1971), il a été cadre supérieur dans une entreprise de construction. Il est marié et père de 4 enfants.
Chevalier de la Légion d'Honneur (décret du 31 décembre 2006)

## Distinctions
- Chevalier de la Légion d'honneur (2006).